# Jordánia a 2016. évi nyári olimpiai játékokon
Jordánia a brazíliai Rio de Janeiróban megrendezett 2016. évi nyári olimpiai játékok egyik részt vevő nemzete volt. Az országot az olimpián 6 sportágban 8 sportoló képviselte, akik összesen 1 érmet szereztek.

## Érmesek
| Érem  | Versenyző     | Sportág   | Versenyszám      |
| ----- | ------------- | --------- | ---------------- |
| Arany | Ahmad Abugaus | Taekwondo | Férfi pehelysúly |

## Atlétika
Férfi
| Versenyző          | Versenyszám | Döntő   | Döntő    |
| Versenyző          | Versenyszám | Idő     | Helyezés |
| ------------------ | ----------- | ------- | -------- |
| Meszkál Abu Drajsz | Maraton     | 2:46:18 | 140.     |

## Cselgáncs
Férfi
| Versenyző      | Versenyszám | Selejtező                            | 32-es főtábla     | Nyolcaddöntő      | Negyeddöntő       | Elődöntő          | Vigaszág elődöntő | Bronz- mérkőzés   | Döntő             | Helyezés |
| Versenyző      | Versenyszám | Ellenfél Eredmény                    | Ellenfél Eredmény | Ellenfél Eredmény | Ellenfél Eredmény | Ellenfél Eredmény | Ellenfél Eredmény | Ellenfél Eredmény | Ellenfél Eredmény | Helyezés |
| -------------- | ----------- | ------------------------------------ | ----------------- | ----------------- | ----------------- | ----------------- | ----------------- | ----------------- | ----------------- | -------- |
| Ibrahim Khalaf | Középsúly   | Thomas Briceño (CHI) · 000(3)–011(0) | kiesett           | kiesett           | kiesett           | kiesett           |                   |                   |                   | 33.      |

## Ökölvívás
Férfi
| Versenyző        | Versenyszám     | Selejtező                      | Nyolcaddöntő             | Negyeddöntő           | Elődöntő          | Döntő             | Helyezés |
| Versenyző        | Versenyszám     | Ellenfél Eredmény              | Ellenfél Eredmény        | Ellenfél Eredmény     | Ellenfél Eredmény | Ellenfél Eredmény | Helyezés |
| ---------------- | --------------- | ------------------------------ | ------------------------ | --------------------- | ----------------- | ----------------- | -------- |
| Obada Al-Kasbeh  | Kisváltósúly    | Arthur Biyarslanov (CAN) · 0-3 | kiesett                  | kiesett               | kiesett           | kiesett           | 17.      |
| Hussein Iashaish | Szupernehézsúly | erőnyerő                       | Mihai Nistor (ROU) · 2-1 | Tony Yoka (FRA) · 0-3 | kiesett           | kiesett           | 5.       |

## Taekwondo
Férfi
| Versenyző     | Versenyszám | Nyolcaddöntő              | Negyeddöntő                        | Elődöntő                   | Vigaszág elődöntő | Bronz- mérkőzés   | Döntő                              | Helyezés |
| Versenyző     | Versenyszám | Ellenfél Eredmény         | Ellenfél Eredmény                  | Ellenfél Eredmény          | Ellenfél Eredmény | Ellenfél Eredmény | Ellenfél Eredmény                  | Helyezés |
| ------------- | ----------- | ------------------------- | ---------------------------------- | -------------------------- | ----------------- | ----------------- | ---------------------------------- | -------- |
| Ahmad Abugaus | Pehelysúly  | Ghofran Ahmed (EGY) · 9-1 | I Dehun (Lee Dae-hun) (KOR) · 11-8 | Joel González (ESP) · 12-7 |                   |                   | Alekszej Gyenyiszenko (RUS) · 10-6 |          |

## Triatlon
| Versenyző       | Versenyszám | 1,5 km úszás | Depózás 1 | 40 km kerékpározás | Depózás 2 | 10 km futás | Összesítés | Összesítés |
| Versenyző       | Versenyszám | Idő          | Idő       | Idő                | Idő       | Idő         | Idő        | Helyezés   |
| --------------- | ----------- | ------------ | --------- | ------------------ | --------- | ----------- | ---------- | ---------- |
| Lawrence Fanous | Férfi       | 18:16        | 0:48      | 59:34              | 0:40      | 35:47       | 1:55:05    | 46.        |

## Úszás
Férfi
| Versenyző     | Versenyszám | Előfutam | Előfutam | Előfutam | Elődöntő | Elődöntő | Elődöntő | Döntő   | Döntő    |
| Versenyző     | Versenyszám | Idő      | Hely.    | Össz.    | Idő      | Hely.    | Össz.    | Idő     | Helyezés |
| ------------- | ----------- | -------- | -------- | -------- | -------- | -------- | -------- | ------- | -------- |
| Khader Baqlah | 200 m gyors | 1:48,42  | 1.       | 31.      | kiesett  | kiesett  | kiesett  | kiesett | kiesett  |

Női
| Versenyző    | Versenyszám | Előfutam | Előfutam | Előfutam | Elődöntő | Elődöntő | Elődöntő | Döntő   | Döntő    |
| Versenyző    | Versenyszám | Idő      | Hely.    | Össz.    | Idő      | Hely.    | Össz.    | Idő     | Helyezés |
| ------------ | ----------- | -------- | -------- | -------- | -------- | -------- | -------- | ------- | -------- |
| Tálíta Bakla | 50 m gyors  | 26,48    | 5.       | 51.      | kiesett  | kiesett  | kiesett  | kiesett | kiesett  |